# Södra Dalarnas Räddningstjänstförbund

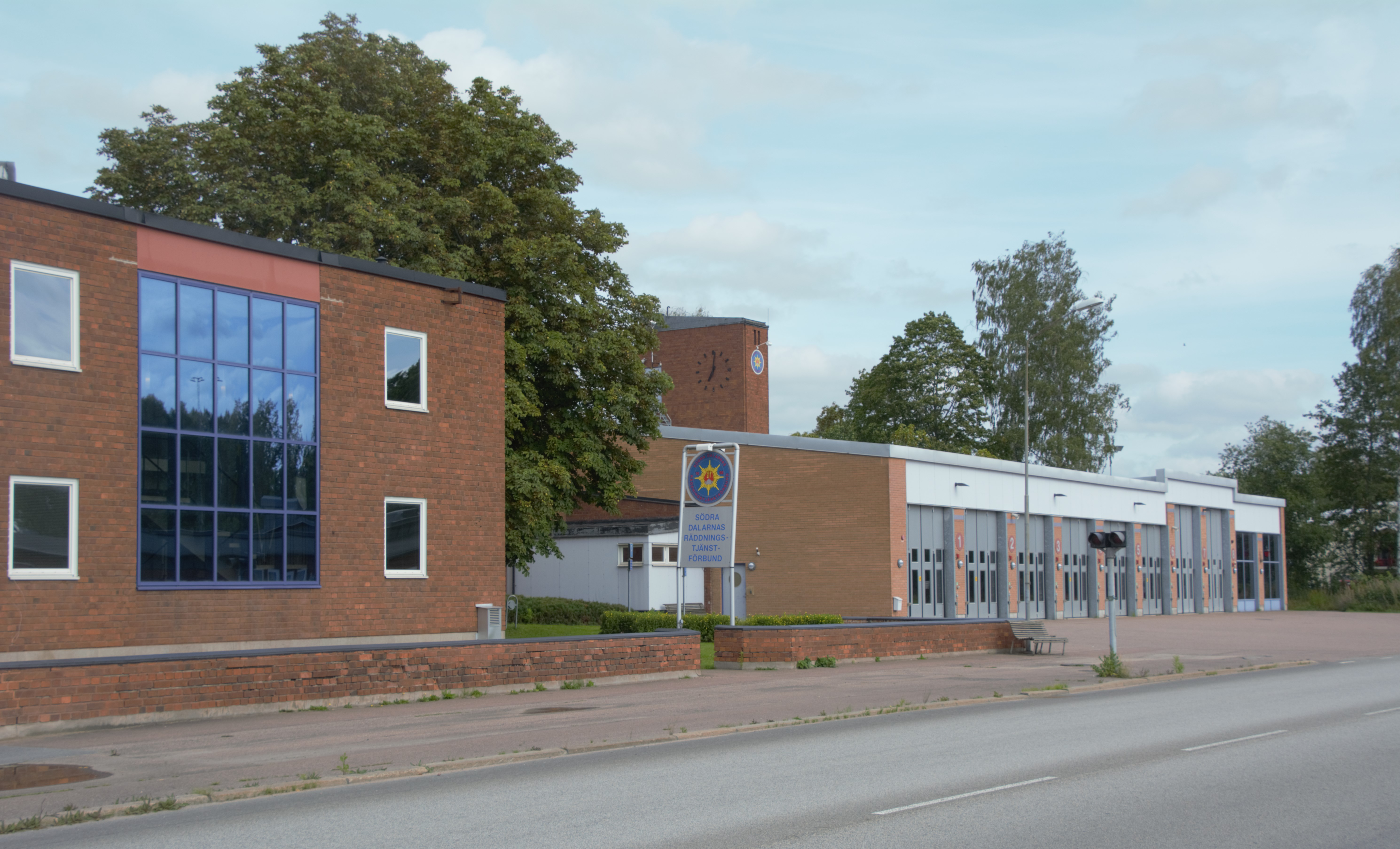
Avesta brandstation

Södra Dalarnas Räddningstjänstförbund är ett kommunalförbund för räddningstjänster för Avesta, Fagersta, Hedemora och Norbergs kommuner.
Förbundet bildades 1998 genom en sammanslagning av räddningstjänsterna i fyra kommuner i södra Dalarna och nordvästra Västmanland. Stationer finns i Avesta, Hedemora, Långshyttan, Fors, Horndal, Norberg och Fagersta. I Avesta finns en heltidsstation, och i Fagersta en dagtidsstation. Övriga stationer, frånsett brandvärnet i Fors, är deltidsstationer. Förbundet har cirka 150 anställda.

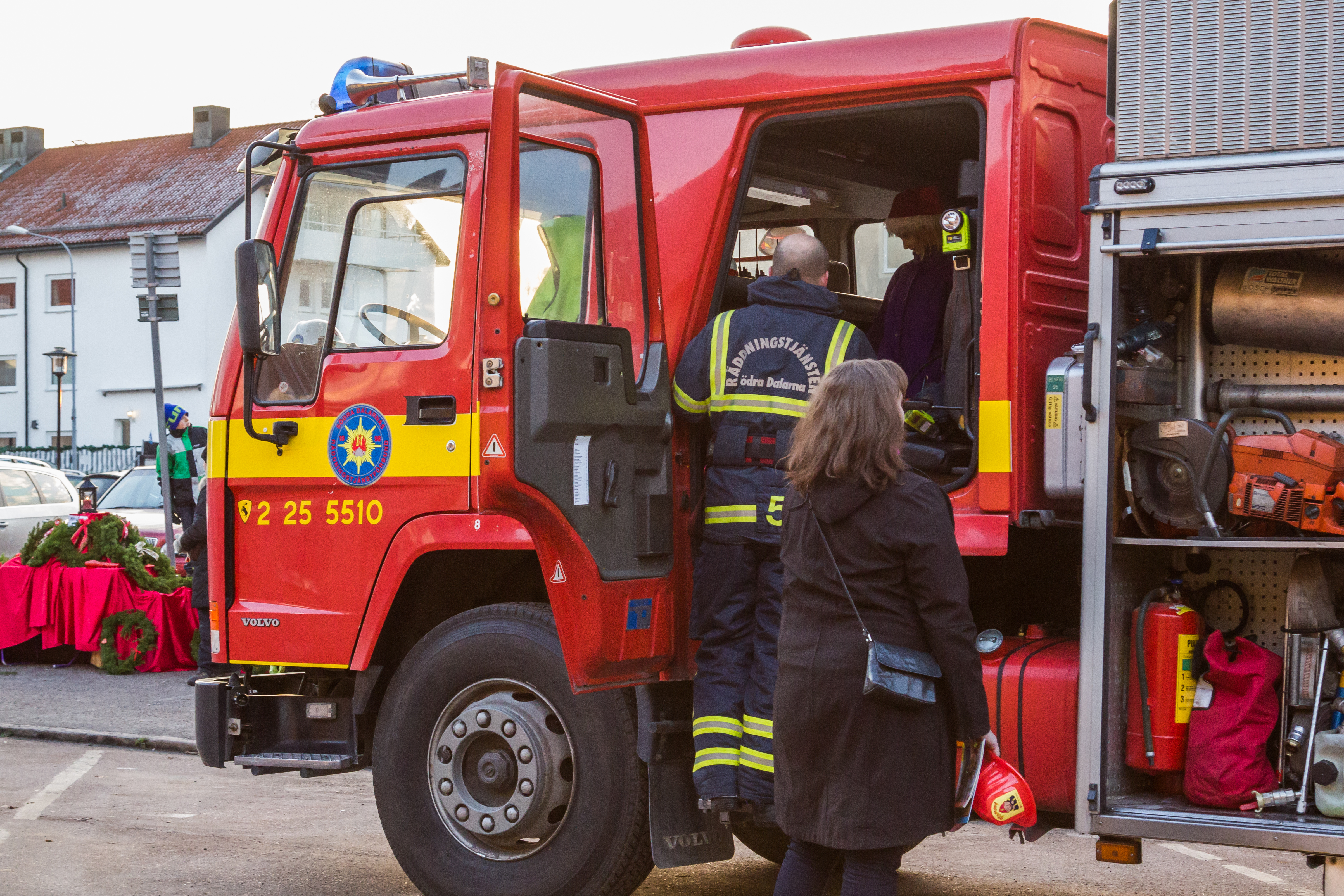
Hedemoras före detta släckbil 2 25-5510

## Bildgalleri

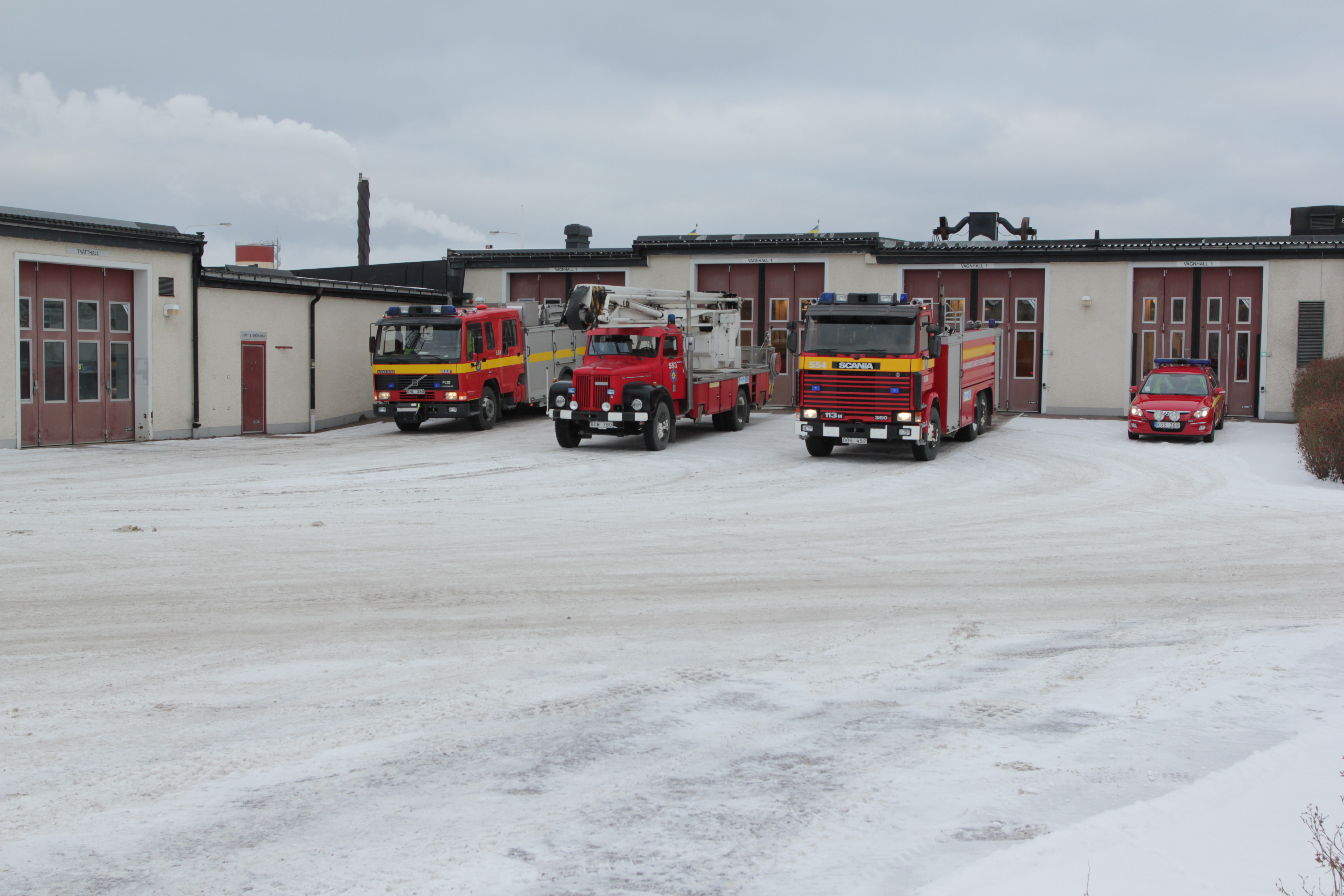
Hedemora brandstation 2012
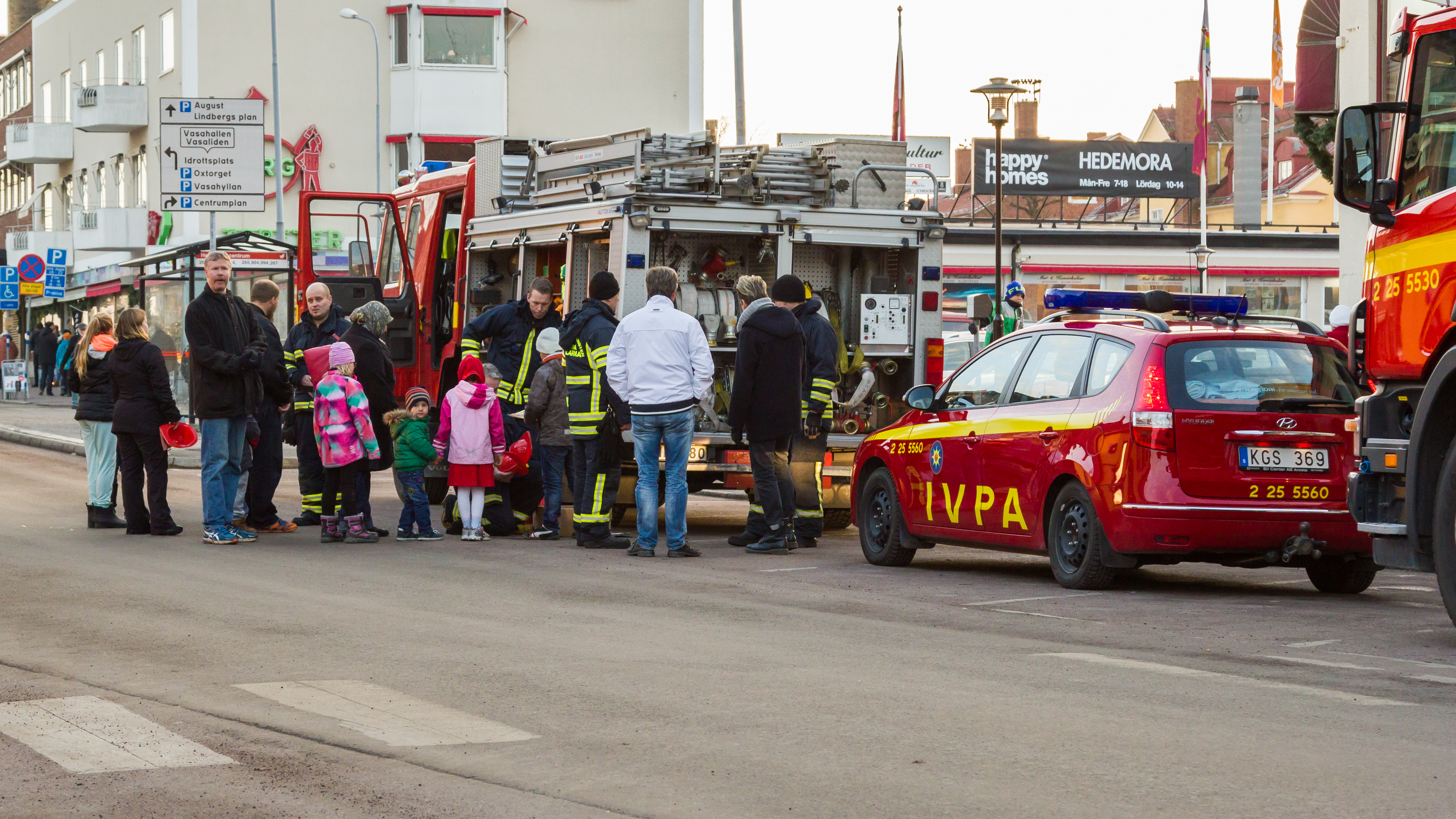
Förevisning av fordon på Hedemora Centrum
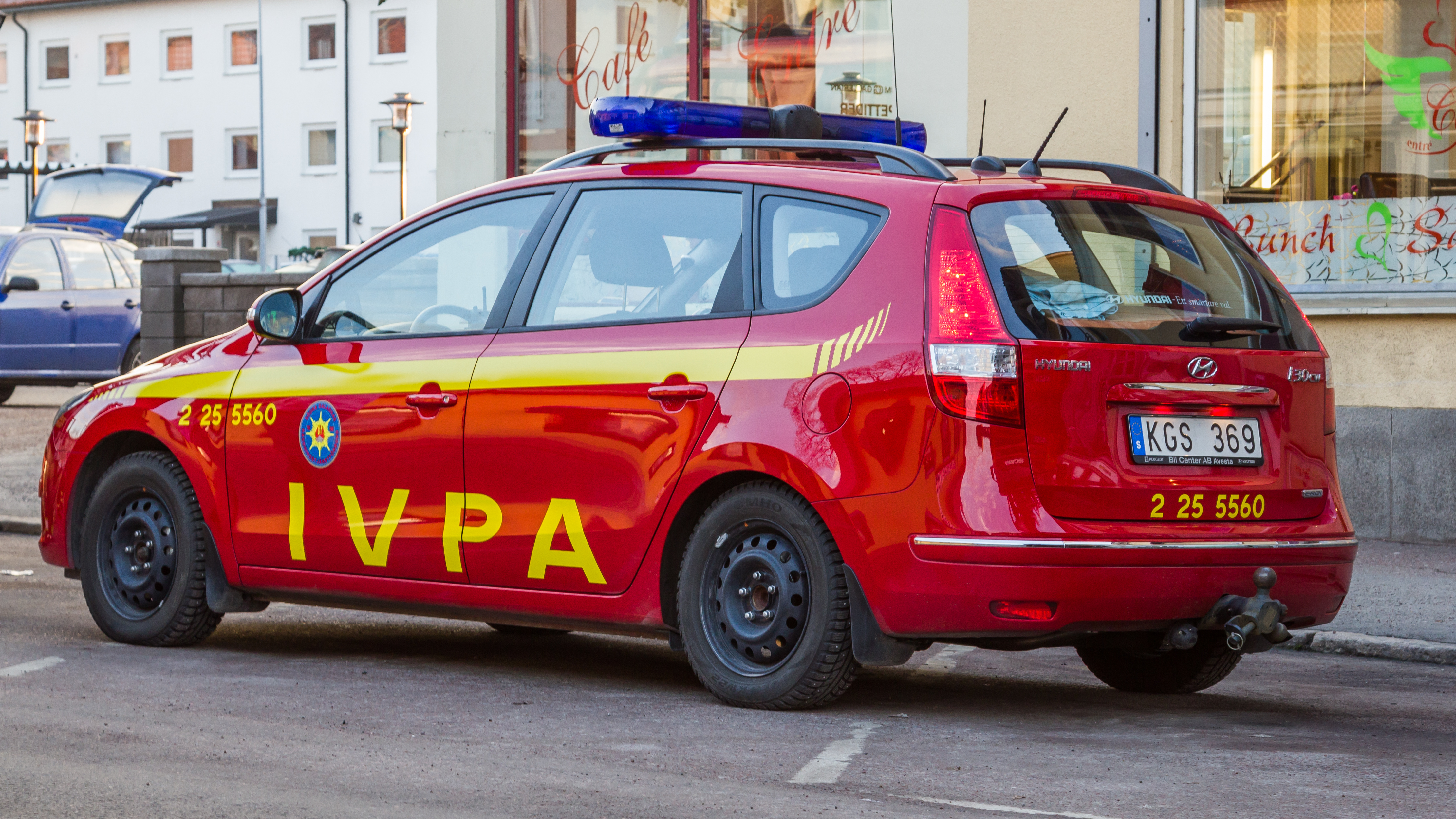
Hedemoras före detta IVPA bil 2 25-5560